# Mojibake

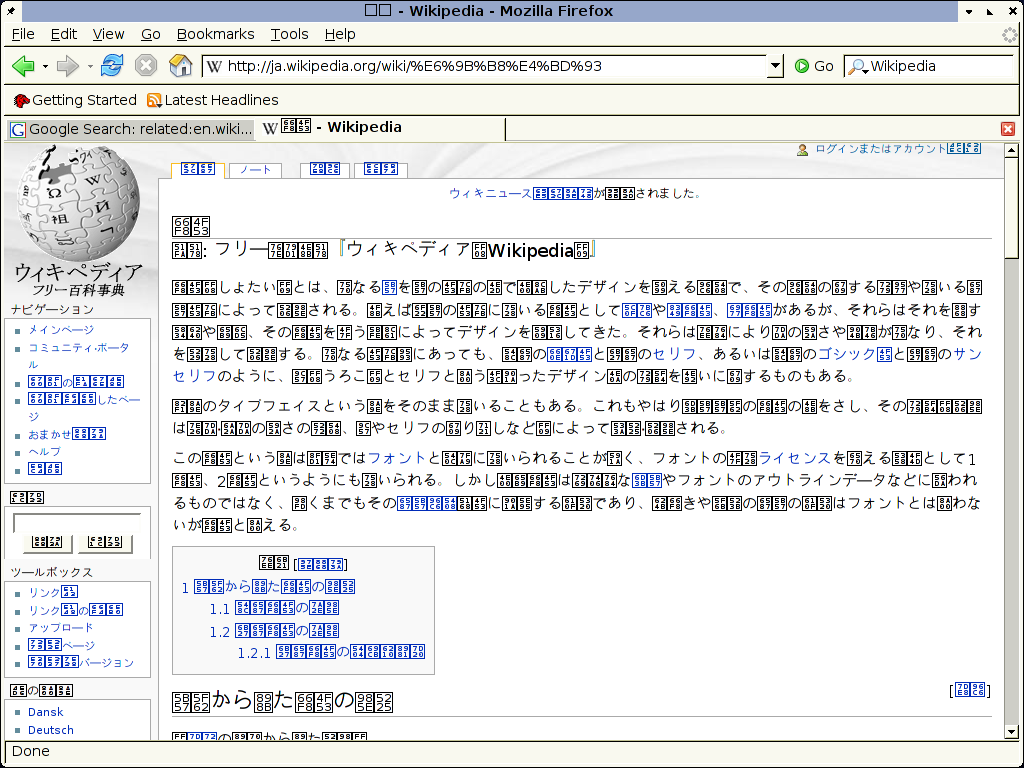
La codifica UTF-8 per la pagina mojibake nella Wikipedia in lingua giapponese, con visualizzazione in codifica ISO-8859-1.

In ambito informatico si indica con il termine mojibake (文字化け? [moʥibake]) il fenomeno della scorretta visualizzazione di caratteri quando il software non riesce a rendere correttamente il testo poiché lo stesso usa una codifica sconosciuta.

## Etimologia
La parola giapponese 文字化け (mojibake) è composta da 文字 (moji), che significa lettera, carattere, e 化け (bake), dal verbo 化ける (bakeru), che significa trasformarsi, assumere la forma di, apparire sotto mentite spoglie, corrompersi. Letteralmente significa "caratteri corrotti".

## Cause
I mojibake sono causati dall'errato riconoscimento della codifica dei caratteri. Se un software non riconosce correttamente la codifica utilizzata, esso cercherà erroneamente di decodificare i codici numerici dei caratteri usando una codifica diversa da quella usata dall'applicazione che ha codificato il testo. Prendendo come esempio la parola "文字化け", codificata in UTF-8, verrà incorrettamente codificata in "æ–‡å—åŒ–ã‘" in molti software Windows dove è impostata la codifica Windows-1252.
Un browser non riesce a distinguere una pagina codificata in EUC-JP da una in Shift-JIS, se il sistema di codificazione non è direttamente esplicitato nel protocollo HTTP o nel codice HTML.

## Soluzioni al problema
La difficoltà di risoluzione al problema può essere data dal software o dalle varie applicazioni che essa contiene. I programmi e i browser moderni dispongono di una vasta gamma di caratteri e di codifiche. Molti di questi programmi permettono di scegliere la codifica più adatta, anche se l'utente può trovare difficoltà nel trovare e mantenere quella esatta.